# Walter Boberg
Walter Boberg, född 17 maj 1921 i Katarina församling i Stockholm, död 27 juli 1996 i Djursholm, var en svensk filmfotograf och kortfilmregissör.

## Filmfoto i urval
- 1945 – Jagad
- 1945 – Sextetten Karlsson
- 1946 – Försök inte med mej ..!
- 1946 – Ungdom i fara
- 1946 – Bröder emellan
- 1947 – Sjätte budet

## Regi
- 1958 – Där floden vänder
- 1974 – 100 dagar utan natt